# استان ختای
استان ختای (یا حاتای یا هاتای) نام یکی از استان‌های ترکیه به مرکزیت شهر انتاکیه است. این استان با کشور سوریه هم‌مرز است.
سنجاق اسکندرون یکی از مناطق سوریه در زمان معاصر بوده که با وجود اینکه در سال ۱۹۳۹ به ترکیه الحاق شد اما برای سوری‌ها استان پانزدهم به‌شمار می‌رود.
در سال ۱۹۳۹ قیمومت فرانسه بر سوریه (البته با سعایت عصمت اینونو رئیس‌جمهور وقت ترکیه)، منطقهٔ اسکندرون که سرزمینی با ساکنان اکثراً عربی بود و ترک‌ها و کردها فقط ۳۹٫۴٪ از جمعیت تشکیل می‌داد را به دولت ترکیه واگذار کرد و نیروهای خود را از این منطقه بیرون کشید و نیروهای ترک وارد این منطقه شدند و آن را جزء ترکیه تحت نام استان ختای خواندند. این اقدام موجب خشم عرب زبان‌های جهان و به ویژه مردم سوریه و اهالی اسکندرون شد. کشورهای عربی در نهایت ضعف قرار داشتند و نتوانستند اقدامی انجام دهند. ترکیه زبان عربی را در طول سالهای بعد از جنگ جهانی دوم ممنوع کرد. سوریه همواره در نقشه‌های کشوری اسکندرون را جزو اراضی لاینفک سوریه محسوب می‌کند ولی در نقشه های بین المللی و رسمی استان هاتای جزوی از کشور ترکیه محسوب میگردد.
استان اسکندرون که ترکیه نام آن را جمهوری هاتای گذارده، در سپتامبر ۱۹۳۸به استقلال رسید، اما در سال ۱۹۳۹ و بر اساس موافقت‌نامه بین فرانسه و ترکیه، جزو خاک ترکیه اعلام شد، اما سوریه همواره این ادعا را رد کرده‌است.
شصت سال پس از این تاریخ یعنی در سال ۱۹۹۸، بحران در روابط دو کشور تا آنجا پیش رفت که «مسعود ییلماز» نخست‌وزیر وقت ترکیه در شصتمین سالگرد الحاق اسکندرون به ترکیه مدعی شد: «آنکارا به خاک هیچ کشوری چشم نداشته، ولی ما مصمم هستیم چشم آنهایی را که به خاک ما چشم دوخته‌اند کور کنیم».
سوری‌ها در پاسخ به مقامات ترکیه همواره بر حق تاریخی خود و این که هرگز از آن صرف‌نظر نخواهند کرد، تأکید داشته‌اند.
مجلس خلق سوریه سال گذشته تأکید کرد که منطقه جدا شده «اسکندرون» بخشی جدایی ناپذیر از خاک این کشور است و سوری‌ها تمام تلاش خود را برای بازگرداندن حق ربوده شده به صاحبان آن به کار خواهند گرفت.
مجلس خلق سوریه با صدور بیانیه‌ای در هشتاد و دومین سالگرد جدایی اسکندرون از سوریه، تصریح کرده که «مردم سوریه مصمم هستند تا با تلاش مردان ارتش عربی سوریه، تمامی سرزمین‌های غصب شده را بازپس گیرند و به پیروزی برسند؛ آنان همچنین بر بازسازی و ساخت سوریه تأکید دارند». در این بیانیه همچنین تأکید شده که توافق سه جانبه بین اشغالگران فرانسه، انگلیس و ترکیه در سال ۱۹۳۹ برای جدایی استان اسکندرون، توافقی شرم آور و نقض فاحش تعهدات دولت فرانسه و همچنین نقض آشکار و صریح معاهده‌ای است که فرانسه در سال ۱۹۳۶ با دولت سوریه امضا کرده بود؛ این معاهده به معنای واقعی کلمه تصریح می‌کند که سوریه تمام تعهداتی را که در زمان قیمومیت بود، از جمله مناطق مستقل از نظر اداری بر عهده خواهد گرفت.
مجلس خلق سوریه خاطرنشان کرده که «نقش مشکوک نوادگان عثمانی‌ها در ترکیه (حکومت اردوغانی اخوانی) و مزدوران تروریست آن امروز و پس از گذشت این همه سال دوباره بازگشته است. رژیم اردوغان همچنان به حملات تروریستی خود علیه سرزمین‌های سوریه، اشغال بخش‌هایی از این کشور، غارت کارخانه‌ها، تأسیسات و کارخانجات آن و قاچاق اموال مسروقه به داخل کشور ترکیه ادامه می‌دهد.»
مجلس خلق سوریه همچنین در بیانیهٔ خود اقدامات رژیم ترکیه علیه سوریه را نقض آشکار ساده‌ترین قواعد و اصول حقوق بشر و قوانین بین‌المللی و بشردوستانه دانسته‌است.
گفتنی است که، جدایی استان اسکندرون از سوریه نه توسط جامعه ملل در آن زمان و نه بعداً توسط جایگزین آن یعنی سازمان ملل متحد به رسمیت شناخته نشد و این به این معنی است که این منطقه از نظر بین‌المللی همچنان بخشی از خاک سوریه باقی است.

## تاریخ

#### دوران باستان
هاتای که از اوایل عصر برنز مستقر شده بود، زمانی بخشی از امپراتوری آکد و سپس پادشاهی آموریان یمهد بود. بعداً بخشی از پادشاهی میتانی شد، سپس این منطقه توسط گروهی از هیتی‌ها و نئو هیتی‌ها اداره می‌شد که بعداً نام استان مدرن هاتای را به خود اختصاص دادند. پادشاهی نئو هیتی پالیستین نیز در اینجا قرار داشت. این منطقه تحت کنترل آشوری‌ها (به جز اشغال مختصر اورارتو) و بعداً نوبابلی‌ها و پارس‌ها قرار گرفت.
این منطقه مرکز امپراتوری سلوکی هلنیستی بود که چهار شهر یونانی تتراپولیس سوریه (آنتیوک، سلوکیا پیریا، آپامیا و لائودیسه) را در خود جای داده بود. از سال ۶۴ قبل از میلاد به بعد شهر انطاکیه به مرکز منطقه ای مهم امپراتوری روم تبدیل شد. از مکان‌های باستانی معروف استان می‌توان به آلاله، تل طیینات، تل جودیده و انطاکیه اشاره کرد.

#### دوران قرون وسطی
این منطقه در سال ۶۳۸ توسط خلافت راشدین فتح شد و بعداً تحت کنترل خاندان عرب بنی امیه و عباسی درآمد. از قرن یازدهم به بعد، پس از یک حکومت کوتاه اخشیدیان، منطقه تحت کنترل حمدانیان حلب بود. در سال ۹۶۹ شهر انطاکیه توسط امپراتوری بیزانس بازپس گرفته شد. فیلارتوس براخامیوس، یک ژنرال بیزانسی در سال ۱۰۷۸ آن را فتح کرد. او یک سلطنت را از انطاکیه تا ادسا تأسیس کرد. در سال ۱۰۸۴ توسط سلیمان اول که سلطان روم (حاکم سلجوقیان آناتولی) بود تصرف شد. در سال ۱۰۸۶ به تتش یکم سلطان حلب (حاکم سلجوقیان سوریه) رسید. حکومت سلجوقیان ۱۴ سال طول کشید تا اینکه هاتای توسط هاتای تصرف شد. صلیبی‌ها در سال ۱۰۹۸، زمانی که بخش‌هایی از آن مرکز شاهزاده انطاکیه شد. در همان زمان، بخش بزرگی از هاتای بخشی از پادشاهی ارمنی کیلیکیه بود که متعاقباً با مغولان متحد شد و در سال ۱۲۵۴ کنترل شاهزاده انطاکیه را به دست گرفت. هاتای در سال ۱۲۶۸ توسط ممالوک‌ها از اتحاد مغول و ارمنی دستگیر شد. متعاقباً در آغاز قرن پانزدهم آن را به تیمور (تامرلان) از دست داد.

#### دوران نوین
استان اسکندرون که ترکیه نام آن را جمهوری هاتای گذارده، در سپتامبر ۱۹۳۸به استقلال رسید، اما در سال ۱۹۳۹ و بر اساس موافقت‌نامه بین فرانسه و ترکیه، جزو خاک ترکیه اعلام شد، اما سوریه همواره این ادعا را رد کرده‌است.
شصت سال پس از این تاریخ یعنی در سال ۱۹۹۸، بحران در روابط دو کشور تا آنجا پیش رفت که «مسعود ییلماز» نخست‌وزیر وقت ترکیه در شصتمین سالگرد الحاق اسکندرون به ترکیه مدعی شد: «آنکارا به خاک هیچ کشوری چشم نداشته، ولی ما مصمم هستیم چشم آنهایی را که به خاک ما چشم دوخته‌اند کور کنیم».
سوری‌ها در پاسخ به مقامات ترکیه همواره بر حق تاریخی خود و این که هرگز از آن صرف‌نظر نخواهند کرد، تأکید داشته‌اند.
مجلس خلق سوریه سال گذشته تأکید کرد که منطقه جدا شده «اسکندرون» بخشی جدایی ناپذیر از خاک این کشور است و سوری‌ها تمام تلاش خود را برای بازگرداندن حق ربوده شده به صاحبان آن به کار خواهند گرفت.
مجلس خلق سوریه با صدور بیانیه‌ای در هشتاد و دومین سالگرد جدایی اسکندرون از سوریه، تصریح کرده که «مردم سوریه مصمم هستند تا با تلاش مردان ارتش عربی سوریه، تمامی سرزمین‌های غصب شده را بازپس گیرند و به پیروزی برسند؛ آنان همچنین بر بازسازی و ساخت سوریه تأکید دارند». در این بیانیه همچنین تأکید شده که توافق سه جانبه بین اشغالگران فرانسه، انگلیس و ترکیه در سال ۱۹۳۹ برای جدایی استان اسکندرون، توافقی شرم آور و نقض فاحش تعهدات دولت فرانسه و همچنین نقض آشکار و صریح معاهده‌ای است که فرانسه در سال ۱۹۳۶ با دولت سوریه امضا کرده بود؛ این معاهده به معنای واقعی کلمه تصریح می‌کند که سوریه تمام تعهداتی را که در زمان قیمومیت بود، از جمله مناطق مستقل از نظر اداری بر عهده خواهد گرفت.
مجلس خلق سوریه خاطرنشان کرده که «نقش مشکوک نوادگان عثمانی‌ها در ترکیه (حکومت اردوغانی اخوانی) و مزدوران تروریست آن امروز و پس از گذشت این همه سال دوباره بازگشته است. رژیم اردوغان همچنان به حملات تروریستی خود علیه سرزمین‌های سوریه، اشغال بخش‌هایی از این کشور، غارت کارخانه‌ها، تأسیسات و کارخانجات آن و قاچاق اموال مسروقه به داخل کشور ترکیه ادامه می‌دهد.»
مجلس خلق سوریه همچنین در بیانیهٔ خود اقدامات رژیم ترکیه علیه سوریه را نقض آشکار ساده‌ترین قواعد و اصول حقوق بشر و قوانین بین‌المللی و بشردوستانه دانسته‌است.
گفتنی است که، جدایی استان اسکندرون از سوریه نه توسط جامعه ملل در آن زمان و نه بعداً توسط جایگزین آن یعنی سازمان ملل متحد به رسمیت شناخته نشد و این به این معنی است که این منطقه از نظر بین‌المللی همچنان بخشی از خاک سوریه باقی است.